# Goodman Ace
Goodman Ace, nato Goodman Aiskowitz, (Kansas City, 15 gennaio 1899 – New York City, 25 marzo 1982) è stato un comico, giornalista, umorista e sceneggiatore radiofonico e televisivo statunitense.
"Goody" (come veniva soprannominato dagli amici) non è sempre stato lo scrittore/interprete più riconoscibile della sua epoca, ma il suo umile e scanzonato talento e il suo modo delicatamente aspro di modificare tendenze e mode lo hanno reso uno degli sceneggiatori più ricercati in radio e televisione durante gli anni trenta e sessanta.

## Biografia
Nato a Kansas City, nel Missouri, da genitori immigrati ebrei lettoni, Ace crebbe con la voglia di scrivere, e come direttore del suo giornale del liceo, assunse il suo primo nom de plume, Asa Goodman. Lavorò come corriere con pattini a rotelle per Montgomery Ward mentre studiava giornalismo al  Kansas City Polytechnic Institute. Autore di una rubrica settimanale chiamata The Dyspeptic per il periodico scolastico, lavorò anche presso l'ufficio postale e la merceria locale per sostenere sua madre e le sue sorelle dopo la morte del padre. Divenne in seguito giornalista e editorialista per il Journal-Post di Kansas City.
Jane Epstein era la sua cotta delle superiori. Ella voleva assistere allo spettacolo tutto esaurito di Al Jolson a Kansas City; i suoi ex-fidanzati non erano in grado di ottenere i biglietti, ma Ace aveva accesso al concerto tramite il suo pass per la stampa. Il concerto di Jolson fu il primo appuntamento della coppia; si sposarono sei mesi dopo, nel 1922.
Goodman Ace morì otto anni dopo sua moglie, nella loro casa di New York City nel marzo 1982. La coppia venne sepolta insieme nel cimitero di Mount Carmel a Raytown, un sobborgo della loro nativa Kansas City.